# المعابد القديمة في فلسطين

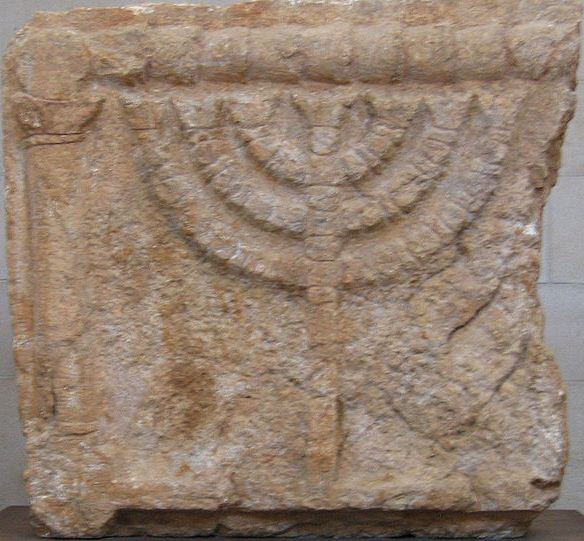
رأس المال يصور الشمعدان من كنيس إشتموع، السموع، الضفة الغربية، التي يعود تاريخها إلى حوالي القرنين 4-5 م

تشير المعابد اليهودية القديمة في فلسطين إلى المعابد اليهودية وبقاياها في منطقة فلسطين (الأراضي الفلسطينية والمناطق التي احتلتها إسرائيل ومرتفعات الجولان)، التي بناها المجتمعان اليهودي والسامري من عهد سلالة الحشمونائيم خلال الفترة الهلنستية المتأخرة، إلى الفترة البيزنطية المتأخرة.
عُثر على العديد من النقوش في المعابد القديمة في أرض إسرائيل. الغالبية العظمى من هذه النقوش، حوالي 140، مكتوبة باللغة الآرامية، مع حوالي 50 أخرى باللغة اليونانية وعدد قليل فقط باللغة العبرية.

## التاريخ
تعود معظم المعابد اليهودية المكتشفة في الحفريات الأثرية في إسرائيل والضفة الغربية وقطاع غزة ومرتفعات الجولان إلى الفترتين الرومانية والبيزنطية، من القرنين الثالث والسابع. تشمل المعابد اليهودية التي تعود إلى ما قبل تدمير الهيكل الثاني عام 70 م جمالا ومسعدة وهيروديون. يعود تاريخ أقدم بقايا كنيس يهودي إلى القرن الأول الميلادي.[محل شك] بعد تدمير الهيكل في القدس، أصبح الكنيس المحلي بديلا له  ومنذ أواخر العصور القديمة فصاعدا، ارتفع عدد المعابد المكتشفة بشكل كبير، حيث اكتُشف أكثر من مئة معبد في فلسطين وحدها. ويقع أكثر من خمسين منها في الجليل ومرتفعات الجولان.

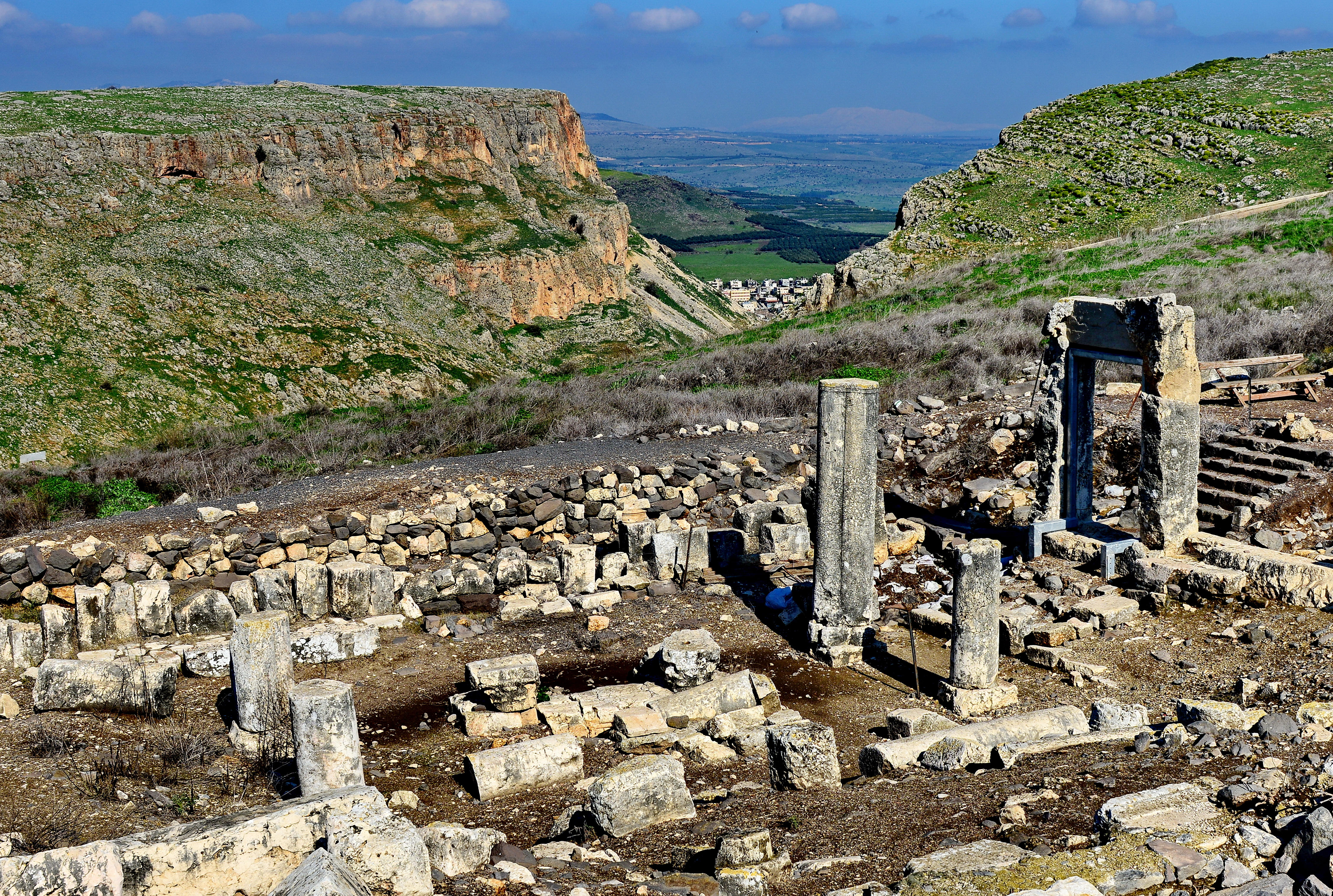
كنيس أربيل

وجدت دراسة استقصائية أجريت في سبعينيات القرن العشرين أنه من بين نقوش الكنيس المعروفة، كانت 67 باللغة اليونانية وجدت في المدن الساحلية والداخلية الرئيسية. وكانت 54 أخرى باللغة الآرامية، و 14 باللغة العبرية. الغالبية العظمى من النقوش إهداء، في حين أن الباقي يحتوي على مصادر أدبية أو تسميات قصيرة للصور. كانت الزخارف المستخدمة في الأرضيات، الفسيفساء والعواصم والعتبات رمزا لخدمة الهيكل وشملت الشمعدان واللولاف والإتروغ. صُوِّرت الأسود لتمثيل قوة الله.[محل شك] بصرف النظر عن البقايا التي عُثر عليها في الموقع، غالبًا ما يُعثر على العناصر المعمارية للمعابد اليهودية قد أعيد استخدامها في منازل القرى المجاورة. في بعض الأحيان كانت تنقل الحجارة الملبسة إلى أماكن أبعد، كما يمكن العثور على عتبات من مداخل المعابد الفلسطينية القديمة في المنازل المعاصرة في سوريا.
أقدم نقش كنيس تم اكتشافه حتى الآن هو نقش ثيودوتوس. إنه باللغة اليونانية ويعود تاريخه إلى القرن الأول قبل الميلاد أو القرن الأول الميلادي. اكتُشف في مدينة داود، جنوب جبل الهيكل في القدس.
بنيت جميع المعابد اليهودية القديمة لهذا الغرض والعديد من المعابد اليهودية التي يعود تاريخها إلى العصر التلمودي فصاعدا كانت تحتوي على ملحقات ملحقة بالهيكل الرئيسي، مما يشير إلى أن المعابد اليهودية تعمل بالإضافة إلى ذلك كمراكز مجتمعية.
اعتمد بعض مهندسي الكنيس في العصر الحديث على عمارة الكنيس في يهودا القديمة في محاولة لخلق "أسلوب يهودي محدد" لتصميم الكنيس. كنيس هنري س. فرانك التذكاري في فيلادلفيا مستوحى من بقايا الكنيس في كفار برعام.

## المعابد اليهودية في فترة الهيكل الثاني
كان للمعابد اليهودية وظيفة مختلفة قبل تدمير الهيكل الثاني في عام 70 م عما كانت عليه بعد ذلك. تم التنقيب بحثًا عن معابد مماثلة للمعابد اليهودية القديمة من وقت وإقليم سلالات الحشمونائيم والهيرودية حتى 70 م على أراضي الضفة الغربية، وواحد في مرتفعات الجولان. يوافق جزء كبير من المجتمع العلمي على أن بعض هذه المعابد اليهودية، في حين أن بعضها قيد المناقشة تشترك جميعها في عدد معين فقط من الخصائص المعمارية مع المعابد اليهودية المقبولة بشكل أفضل بعد التدمير.
فيما يلي قائمة بجميع المباني من منطقة أرض إسرائيل/فلسطين التي تم اكتشافها اعتبارا من يوليو 2018 وفسرها البعض على أنها معابد يهودية في فترة الهيكل الثاني. تتضمن القائمة البيانات التالية:
الموقع-بنيت؛ قيد الاستخدام حتى-اكتُشفت بواسطة - تعليقات/حجوزات

### مقبول على نطاق واسع

#### مرتفعات الجولان
في مرتفعات الجولان:
جمالا - القرن 1 قبل الميلاد (هيرودس الأول) - متنازع عليها

#### الجليل
في الجليل
- كفرناحوم، الهيكل البازلتي تحت "الكنيس الأبيض" في وقت لاحق -القرن الأول الميلادي -لم ينقب عنه، المتنازع عليه
- كنيس مجدل -بين 50 سنة قبل الميلاد و 100 سنة قبل الميلاد -اكتشف عام 2009؛ اكتشيف كنيس آخر من نفس الفترة في قرية المجدل في عام 2021.
- خربة وادي الحمام (نحال أربل) -النصف الأول من القرن الأول الميلادي -تنقيب 2007-12؛ قرب همام، إسرائيل[14]
- تل رخيش/تل المخرخاش في وادي البيرة -دُمر في ثورة بار كوخبا (؟) -"أول كنيس ريفي" من الفترة التي اكتشفت في عام 2016 ؛ في مزرعة يهودية من فترة الهيكل الثانية، على بعد 8 كلم جنوب شرق جبل تابور.[15][16]

### تلال يهودا وصحراءها
في تلال يهودا وصحرائها:
- القدس، مدينة داود/سلوان - القرن 1 قبل الميلاد أو القرن 1 م - "كنيس ثيودوتوس"، استنادا فقط إلى نقش ثيودوتوس الذي يذكر كنيسا ونزلا

هيروديوم - متنازع عليها، داخل تريكلينيوم هيرودي. النظريات: بنيت إما من قبل المتعصبين، الثورة اليهودية الأولى، أو خلال ثورة بار كوخبا
- هورفات دياب[17]
- مسعدة- متنازع عليها، السيكاري (القرن 1 م)، بما في ذلك الجنيزة

### شبلة
في سفوح شبلة (سفوح يهودا):
- أم العمدان في موديعين - نهاية القرن 2 - بداية القرن 1 قبل الميلاد (الحشمونائيم)؛ حتى 132 م - القرن 1 م ميكفيه بجانبه
- خربة بادع عيسى في موديعين عيليت (المعروف أيضًا باسم كريات سفر) - القرن 1 قبل الميلاد - أقل نشرا من موقع أم العمدان (موديعين)؛ بالقرب من موديعين الحديثة، صعود بيت حورون
- هورفات إثري/هورفات إيتري[13]

### مقترح أيضًا
- كنيس وادي القلط في تلول أبو العلايق، أريحا - 70-50 قبل الميلاد (الحشمونائيم)؛ دمره الزلزال - إيهود نيتسر - متنازع عليه بشدة

كورازين - وصفت بالتفصيل في عام 1926 من قبل يعقوب أوري ، الذي وجدها على بعد 200 متر غرب كنيس القرن 3 م ؛ لم يتم إعادة اكتشاف الموقع الدقيق حتى الآن[
- خربك قمران، حيث يمكن تعريف غرفتي التجمع على أنهما كنيس - حوالي 100 قبل الميلاد (؟) - متنازع عليها بشدة ؛ إذا كان بالفعل كنيس: من النوع الطائفي
- شعفاط بالقرب من القدس - هيكل نتقب عنه في عام 1991 من قبل الراحل ألكسندر أون ، الذي أرخه إلى أوائل القرن الأول - 31 قبل الميلاد؛ غير منشور بشكل كاف، يدعي البعض أن "القضية تبخرت" و "يجب سحب المطالبة"

### قائمة التسلسل الزمني
نفس المواقع مدرجة بترتيب زمني مبدئي وفقا لتقدير الحفارات لوقت البناء.
- موديعين (نهاية القرن 2 - بداية 1 قبل الميلاد)
- كنيس وادي القلط (50-70 قبل الميلاد)
- جاملا (القرن 1 قبل الميلاد)
- موديعين عيليت (القرن 1 قبل الميلاد)
- وادي الحمام (ناحال أربيل) (النصف الأول من القرن 1 م)
- مدينة داود "كنيس ثيودوتوس" (القرن 1 م)
- كنيس مجدل (بين 50 ق.م-100 م)
- مسعدة (القرن 1 قبل الميلاد)
- هيروديوم (القرن 1 م)
- كفرناحوم (القرن 1 م)
- تل رخيش (القرن 1 م)
- مثير للجدل للغاية:
- كورازين (القرن 1 م -- ?)
- قمران (؟)
- شعفاط (أوائل القرن 1 - 31 قبل الميلاد -- ?)

## مواقع الكنيس القديمة
| A - انيم - أربيل - عسقلان - الصلية B - برعام - بيت ألفا - بيت جوفرين - بيت شان - بيت شعاريم (قرية يهودية من العصر الروماني) - بلفوار C - كفرناحوم - أفضل كنيس محفوظ. - كابرا - كورازين D - دبورة - دبيية - دانا - هل - الديكة، خربة - عين جدي - عين ها نازيف - اشتيموا G - غزة - جملا – أقدم كنيس تم تحديده في فلسطين وأكبر سعة جلوس مقدرة. - غوش حالاف H - حماة طبريا - حمات غدير - هيروديوم - هورفات دياب - هورفات إثري / هورفات إيتري - هورفات أموديم - هورفات كاناف - هورفات كيشور - هورفات شيما - هورفات سماقة - حق - حسينة J - جافية - أريحا، كنيس أريحا - أريحا، موقع تلول أبو العلايق في وادي القلط: ما يسمى بكنيس وادي قلط - القدس، مدينة داود: نقش ثيودوتوس (القرن 1st قبل الميلاد أو القرن 1st م) يذكر كنيس ونزل k - كفار فهمة - كفر كنا - خربة الضلع - خربة وادي حمام M - ماعون في النقب - ماعون في جبال جنوب الخليل - معوز حاييم - مسعدة - مروث - لوز - ميرون - موديعين: موقع أم العمدان موديعين عيليت/كريات سفر: موقع خربة باد عيسى N - ناران - نبراتين P - بيكين Q - كيوما - قمران - يمكن تعريف قاعة التجمع على أنها كنيس يهودي R - رماح - رحوب - ريمون S - ساسا - سيفسولا - الشورى, خربة - سوسيا T - تل رخيش - طيرات تسفي - تسيبوري U - أم القناطر W - وادي الحمام (خربة وادي حمام / خربة الوريدات / ح. فراديم) Y - يسود همعلة - يوديفات Z - زميميرا |

## فهرس
- Lester L. Grabbe. Synagogues in Pre-70 Palestine: A Re- Assessment, JTS 39 (1988).
- S. Krauss. Nouvelles decouvertes archeologiques de synagogues en Palestine, REJ 89 (1930).
- LI Levine. The Nature and Origins of Palestinian Synagogues, JBL 115 (1996).
- Jodi Magness. Heaven on Earth: Helios and the Zodiac Cycle in Ancient Palestinian Synagogues, Dumbarton Oaks Papers, Vol. 59, (2005), pp. 1–52.
- EL Sukenik. Ancient Synagogues of Palestine and Greece, (London, 1934).
- Dan Urman, Paul Virgil McCracken Flesher. Ancient synagogues: historical analysis and archaeological discovery, BRILL, 1998.